# Ращупкін Геннадій Михайлович
Геннадій Михайлович Ращупкін (нар. 2 січня 1933, Ясинувата, Сталінська область, УРСР) — радянський футболіст, захисник, футбольний тренер. Взяв участь у 300 матчах за томський клуб «Том» як гравець і головний тренер.

## Життєпис
На початку кар'єри виступав у змаганнях колективів фізкультури за томські команди «Торпедо» (Підшипниковий завод), «Буревісник» та БДО. У складі армійської команди БЖО в 1956 році став переможцем сибірської зони чемпіонату РРФСР. З появою в Томську 1957 року команди майстрів почав виступати за неї, був її капітаном (команда носила назви «Буревісник», «Томич», «Сибелектромотор», «Торпедо»). У змаганнях майстрів у класі «Б» за дев'ять сезонів відіграв 185 матчів та відзначився 21 голом. Брав участь у кубковому матчі проти московського «Торпедо».
Закінчив Томський педагогічний інститут. Розпочав тренерську кар'єру в команді «Манометрі», який виступав у чемпіонаті області. У 1976-1978 роках тренував головну міську команду — «Торпедо», під його керівництвом клуб провів 115 матчів. Потім працював з аматорськими командами Владимирської області.